# Jan Kopic
Jan Kopic (ur. 4 czerwca 1990 w Pelhřimovie) – piłkarz czeski grający na pozycji pomocnika. Od 2015 jest zawodnikiem klubu Viktoria Pilzno. Jest bratem Milana Kopica, także piłkarza.

## Kariera klubowa
Swoją karierę piłkarską Kopic rozpoczął w klubie FC Vysočina Igława. W 2010 roku został z niego wypożyczony do Zenitu Čáslav, w którym spędził rundę jesienną sezonu 2010/2011. Wiosną 2011 wrócił do Vysočiny Igława.
Latem 2011 roku Kopic został piłkarzem FK Baumit Jablonec. 1 sierpnia 2011 zadebiutował w nim w zremisowanym 0:0 domowym spotkaniu z FK Mladá Boleslav. W sezonie 2012/2013 zdobył z Baumitem Puchar Czech. Latem 2013 sięgnął z nim po superpuchar tego kraju.
W 2015 roku Kopic przeszedł do Viktorii Pilzno. Zadebiutował w niej 24 lipca 2015 w wygranym 2:1 domowym meczu ze Slavią Praga.

## Statystyki kariery
(aktualne na dzień 8 grudnia 2017)
| Sezon   | Klub               | Kraj   | Rozgrywki      | Mecze | Bramki |
| ------- | ------------------ | ------ | -------------- | ----- | ------ |
| 2010/11 | Zenit Čáslav       | Czechy | II liga        | 12    | 2      |
| 2010/11 | FC Vysočina Igława | Czechy | II liga        | 11    | 0      |
| 2011/12 | FK Baumit Jablonec | Czechy | Gambrinus Liga | 29    | 5      |
| 2012/13 | FK Baumit Jablonec | Czechy | Gambrinus Liga | 29    | 4      |
| 2013/14 | FK Baumit Jablonec | Czechy | Gambrinus Liga | 27    | 6      |
| 2014/15 | FK Baumit Jablonec | Czechy | Gambrinus Liga | 30    | 8      |
| 2015/16 | Viktoria Pilzno    | Czechy | Gambrinus Liga | 26    | 3      |
| 2016/17 | Viktoria Pilzno    | Czechy | Gambrinus Liga | 22    | 2      |
| 2017/18 | Viktoria Pilzno    | Czechy | Gambrinus Liga | 16    | 5      |

## Kariera reprezentacyjna
W reprezentacji Czech Kopic zadebiutował 3 czerwca 2014 w przegranym 1:2 towarzyskim meczu z Austrią, rozegranym w Ołomuńcu. W 73. minucie tego meczu zmienił Ladislava Krejčíego.